# Erwin Bordolo
Erwin Ludwik Herman Bordolo (ur. 25 sierpnia 1890 w Kulikowie, zm. wiosną 1940 w Charkowie) – major audytor Wojska Polskiego, ofiara zbrodni katyńskiej.

## Życiorys
Urodził się 25 sierpnia 1890 w Kulikowie jako syn Teodora i Marii z Michalczewskich. Przez sześć z ośmiu lat gimnazjalnych kształcił się w C. K. VI Gimnazjum we Lwowie we Lwowie, gdzie w 1908 zdał egzamin dojrzałości. Podczas I wojny światowej w 1915 ukończył studia na Wydziale Prawa Uniwersytet Franciszkańskiego we Lwowie. Od 1919 był żołnierzem Armii Polskiej we Francji.
Po odzyskaniu przez Polskę niepodległości wstąpił do Wojska Polskiego. Uczestniczył w wojnie polsko-bolszewickiej. Został awansowany do stopnia kapitana w korpusie oficerów zawodowych sądowych ze starszeństwem z 1 czerwca 1919. W 1923 pełnił służbę w Wojskowym Sądzie Okręgowym Nr II w Lublinie. W marcu 1925 został przesunięty w Wojskowym Sądzie Okręgowym Nr IV w Łodzi ze stanowiska asystenta na stanowisko sędziego śledczego. W lutym 1926 został mianowany sędzią śledczym przy wojskowych sądach okręgowego i zatwierdzony na tym stanowisku w Wojskowym Sądzie Rejonowym Jarosław w Rzeszowie. W 1928 pełnił służbę w Wojskowym Sądzie Rejonowym Przemyśl. 16 grudnia 1929 został mianowany sędzią rejonowym z równoczesnym przesunięciem w WSRej.Przemyśl na stanowisko kierownika sądu. Był członkiem oddziału Polskiego Białego Krzyża w Przemyślu. Na stopień majora został mianowany ze starszeństwem z 19 marca 1937 i 2. lokatą w korpusie oficerów audytorów. Od 1937 do 1939 był sędzią śledczym w Wojskowym Sądzie Okręgowym Nr III w Wilnie. 
We wrześniu 1939 został szefem Sądu Polowego nr 33 i równocześnie szefem służby sprawiedliwości 35 Dywizji Piechoty. Wziął udział w obronie Lwowa. Po kapitulacji załogi miasta dostał się do niewoli sowieckiej i został osadzony w Obozie NKWD w Starobielsku. Wiosną 1940 został zamordowany przez funkcjonariuszy NKWD w Charkowie i pogrzebany potajemnie w bezimiennej mogile zbiorowej w Piatichatkach, gdzie od 17 czerwca 2000 mieści się oficjalnie Cmentarz Ofiar Totalitaryzmu w Charkowie. Figuruje na Liście Starobielskiej NKWD, pod poz. 297.

## Upamiętnienie
- 5 października 2007 minister obrony narodowej Aleksander Szczygło mianował go pośmiertnie na stopień podpułkownika[16][17][18]. Awans został ogłoszony 9 listopada 2007 w Warszawie, w trakcie uroczystości „Katyń Pamiętamy – Uczcijmy Pamięć Bohaterów”[19][20][21].
- W ramach akcji „Katyń... pamiętamy” / „Katyń... Ocalić od zapomnienia”, został zasadzony Dąb Pamięci honorujący Erwina Bordolo w Łasku[22].

## Ordery i odznaczenia
- Złoty Krzyż Zasługi (25 maja 1939)[23][12]
- Medal Pamiątkowy za Wojnę 1918–1921
- Medal Dziesięciolecia Odzyskanej Niepodległości